# Saint-Cyr-la-Lande
Saint-Cyr-la-Lande é uma comuna francesa na região administrativa da Nova Aquitânia, no departamento de Deux-Sèvres. Estende-se por uma área de 8,83 km². Em 2010 a comuna tinha 365 habitantes (densidade: 41,3 hab./km²).